# چاتال‌هویوک
چاتال‌هویوک (به ترکی استانبولی: Çatalhöyük) از آثار مهم دوره نوسنگی در دشت قونیه آناتولی (ترکیه) است که تاریخ آن به 7000 سال پیش از میلاد برمی‌گردد و آن را می‌توان از نخستین تلاش‌های بشر برای پی‌ریزی زندگی شهری دانست. چتل‌هویک بزرگترین و پیچیده‌ترین مناطق باستانی بازمانده از دوران نوسنگی است که تاکنون توسط باستان‌شناسان کشف و حفاری شده.
شهر چاتال‌هویوک که حدود ده هزار نفر جمعیت داشته تجارت ابسیدین در منطقه را کنترل می‌کرده‌است. در آن زمان، ابسیدین یا شیشه آتشفشانی بهترین ماده برای ساخت ابزارهای نوک‌تیز بود و ازین رو تجارت آن موجب ایجاد صنعتی پرسود گشت که این خود باعث ثروتمند شدن شهر چاتال‌هویوک گشت.
چاتال‌هویوک، برخلاف دیگر شهرهای نوسنگی مانند اریحا، حصار شهری و برخلاف شهرهایی مانند خیروکیتیا هیچ کوچه و خیابانی ندارد. مهم‌ترین ویژگی چاتال‌هویوک این است که خانه‌ها به همدیگر چسبیده‌اند و تنها راه ورود به آن‌ها از طریق پشت بام است. این ویژگی باعث می‌شود که استحکام آن‌ها از خانه‌های تک ایستاده بیشتر شود و هم‌چنین دفاع از شهر آسان شود. به‌طوری‌که اگر دشمن می‌توانست دیوار بیرونی شهر را بشکند به جای این‌که وارد شهر شود، داخل اتاق دیگری می‌شد که مدافعانش روی پشت بام آن قرار داشتند و این امر برای آن‌ها خطرآفرین بود.
نقاشی‌ای که بر روی یکی از معابد چاتال‌هویوک به دست آمده‌است نشان می‌دهد که این شهر بر اساس نقشهٔ قبلی ساخته شده‌است. اندازهٔ خانه‌های چاتال‌هویوک مختلف است ولی نقشهٔ یکسانی دارند. جنس دیوارهایش از خشت خام است و دیوارها و کف اتاق‌ها را رنگ‌آمیزی می‌کردند. نقشهٔ ساختمان‌های معابد با نقشهٔ خانه‌ها یکسان است، ولی دیوارها با نقاشی‌هایی مذهبی مربوط به الهه مادر تزئین شده‌اند.

## کاوش چتل‌هویوک

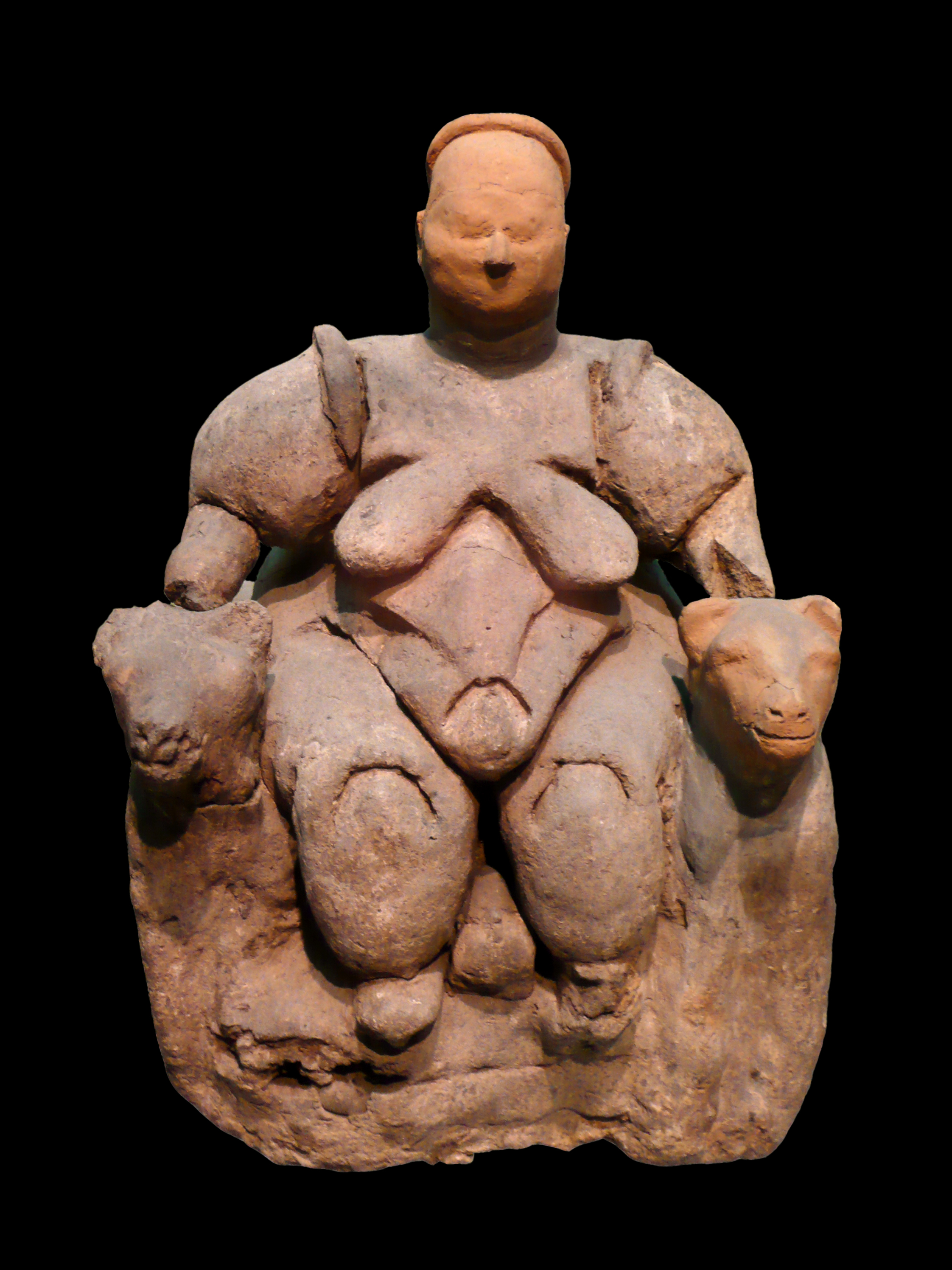
یکی از آثار چاتال‌هویوک

جیمز ملارت محوطهٔ چتل‌هویوک را در ۱۹۶۱ کاوش کرد. ملارت و تیمش بیش از ۱۵۰ بنا و اتاق در چتل‌هویوک یافتند که با نقاشی، حکاکی، و مجسمه تزئین شده بودند. این کشفیات تأثیر مهمی در ادبیات باستان‌شناسی و به ویژه در زمینهٔ مطالعهٔ سازوکار پیدایش ساختارهای فرهنگی و اجتماعی در خاور نزدیک نوسنگی داشتند. بنابر آرای ملارت، چتل‌هویوک مکان گردهم‌آیی مهمی برای پرستش الهه مادر بوده‌است. بسیاری از باستان‌شناسان با نظریات او مخالفت کردند. با اخراج ملارت از ترکیه، محوطهٔ چتل‌هویوک برای ۳۰ سال تعطیل ماند تا این که کاوش‌ها در دههٔ ۱۹۹۰ از سر گرفته شد.

## جعلیات
در سال ۲۰۱۸ زمین-باستان‌شناس سوئیسی-آلمانی ابرهارد زانگر با کمک پسر جیمز ملارت گزارشی منتشر کرد که بنا بر آن ملارت برای پشتیبانی از نظریاتش دست به مجموعه‌ای گسترده از جعلیات زده‌است.
در بازرسی از خانهٔ ملارت معلوم شد که بسیاری از کشفیات چتل‌هویوک جعلی بوده‌اند و او به نوعی یک «کارگاه جعل شواهد» داشته‌است.

## نگارخانه

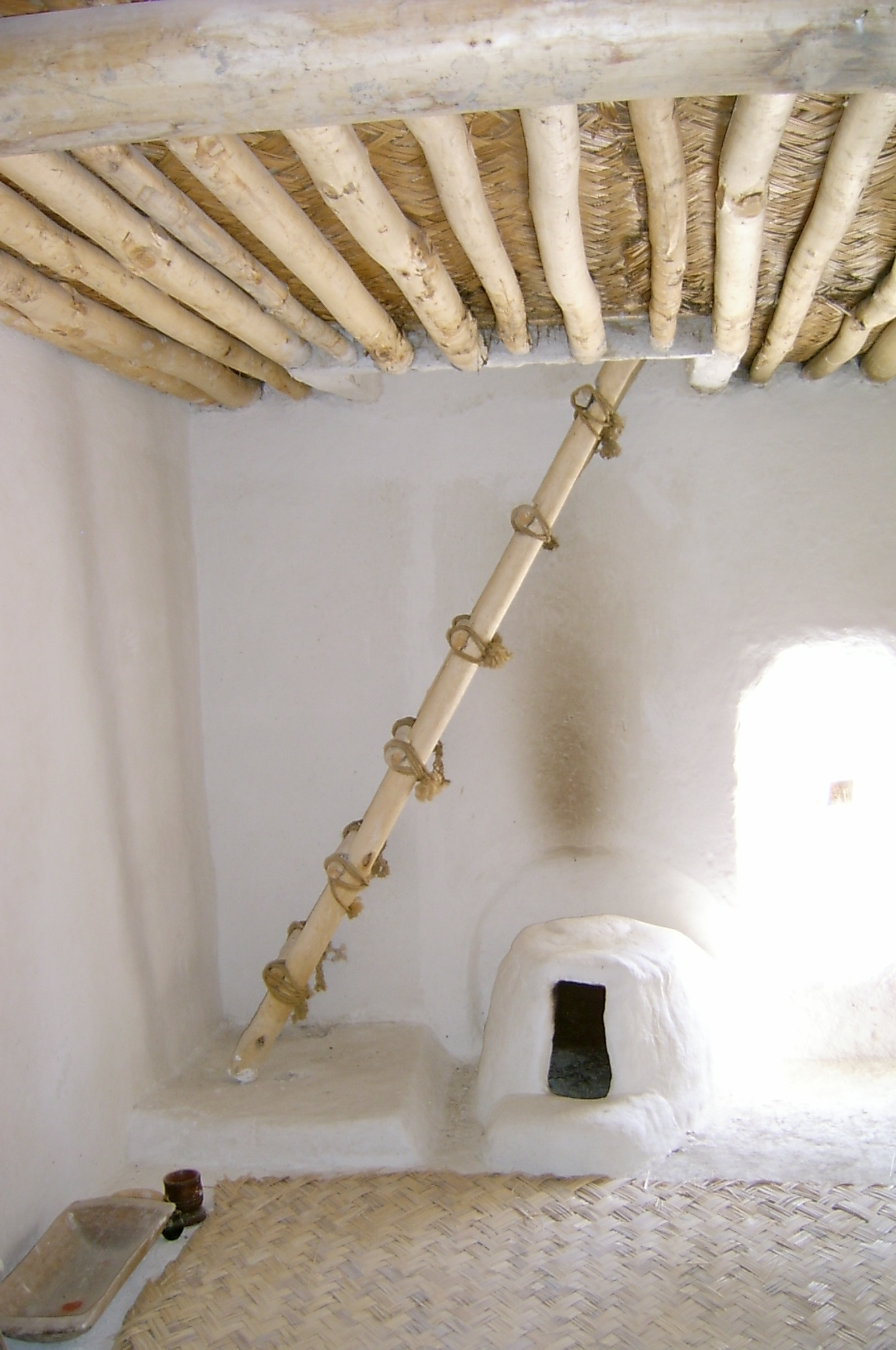
بازسازی یک خانه در چتل‌هویوک
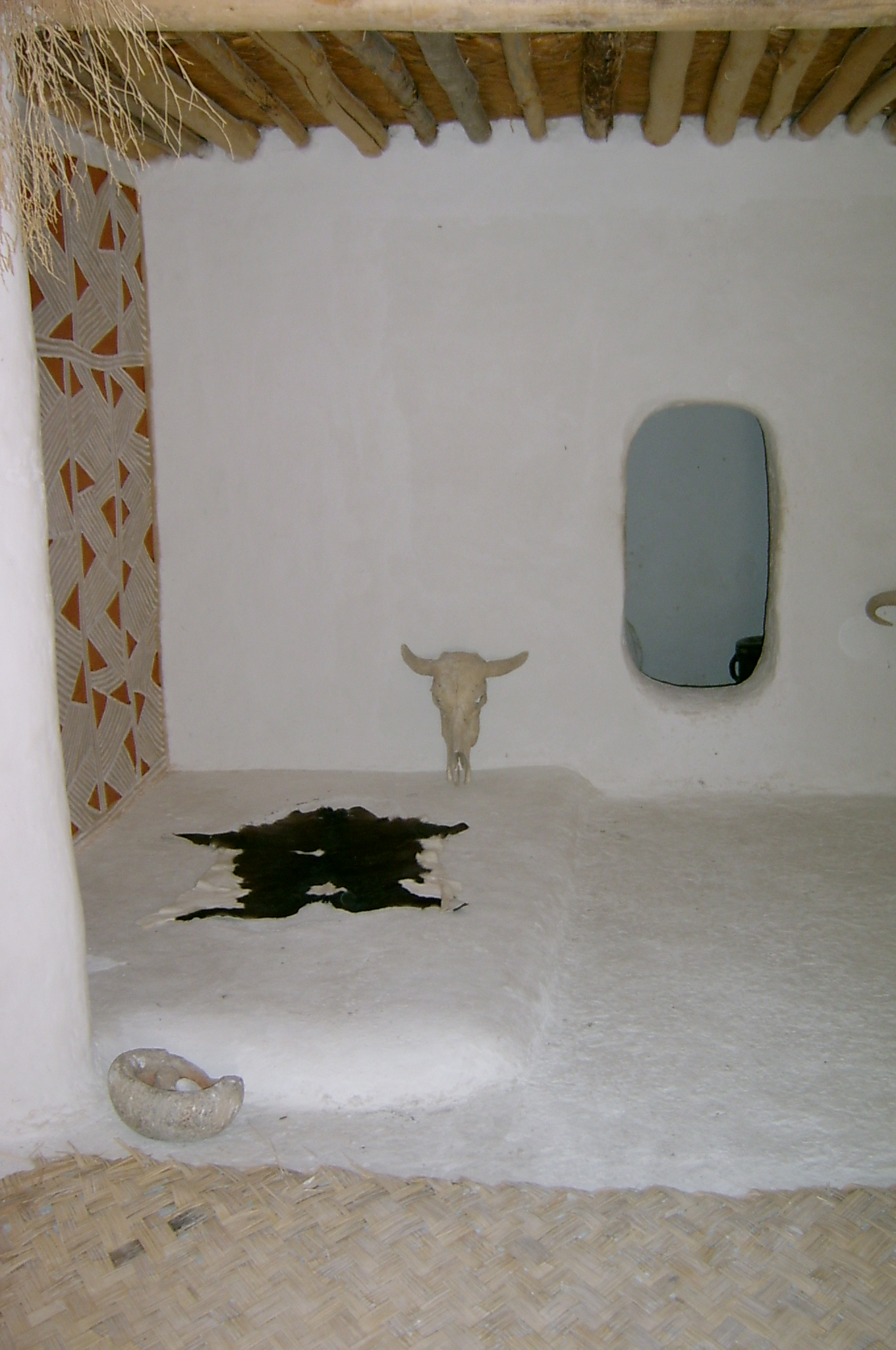
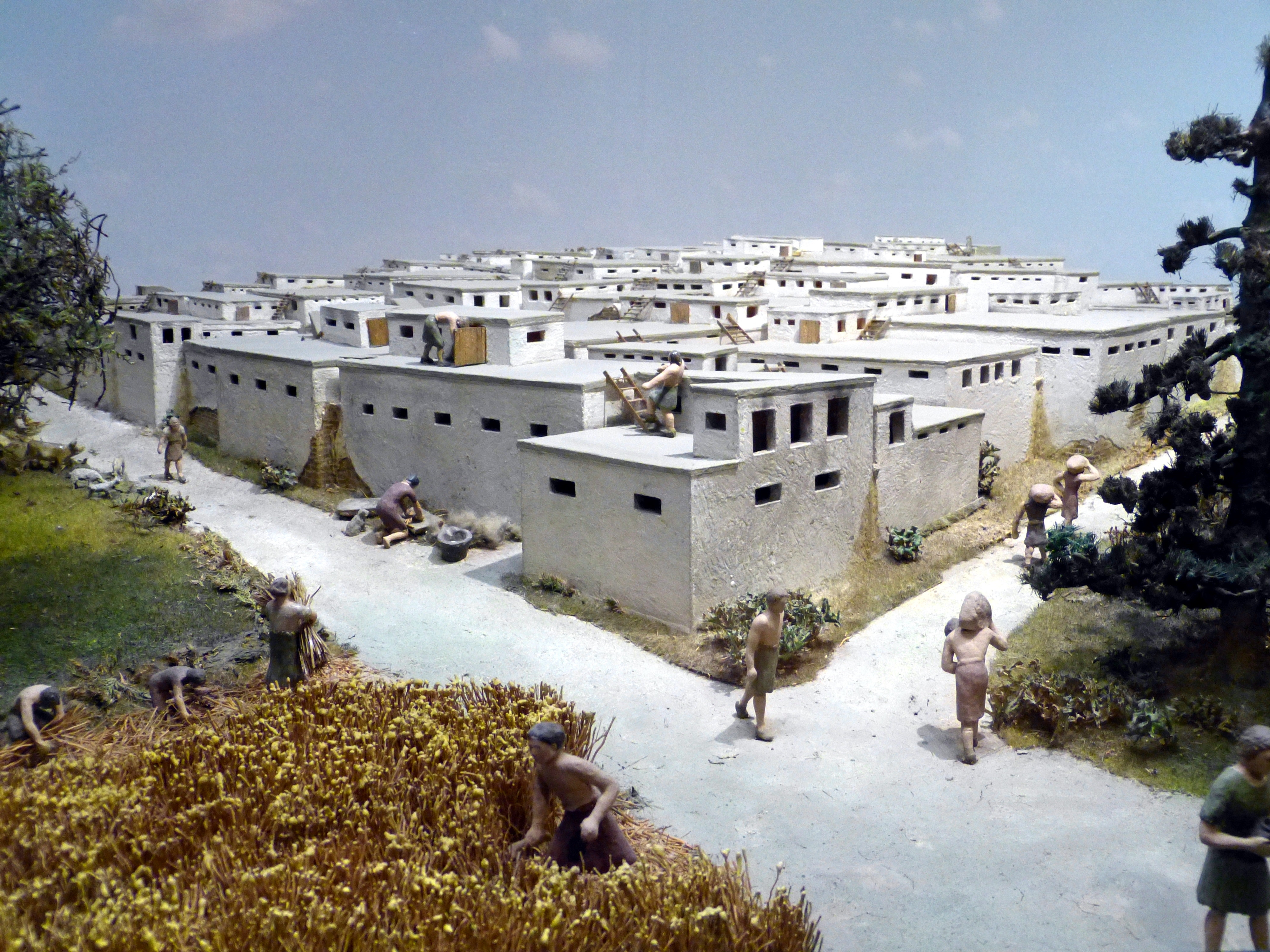
ماکتی از شهر چاتال‌هویوک در موزه پیشاتاریخ تورینگن در آلمان
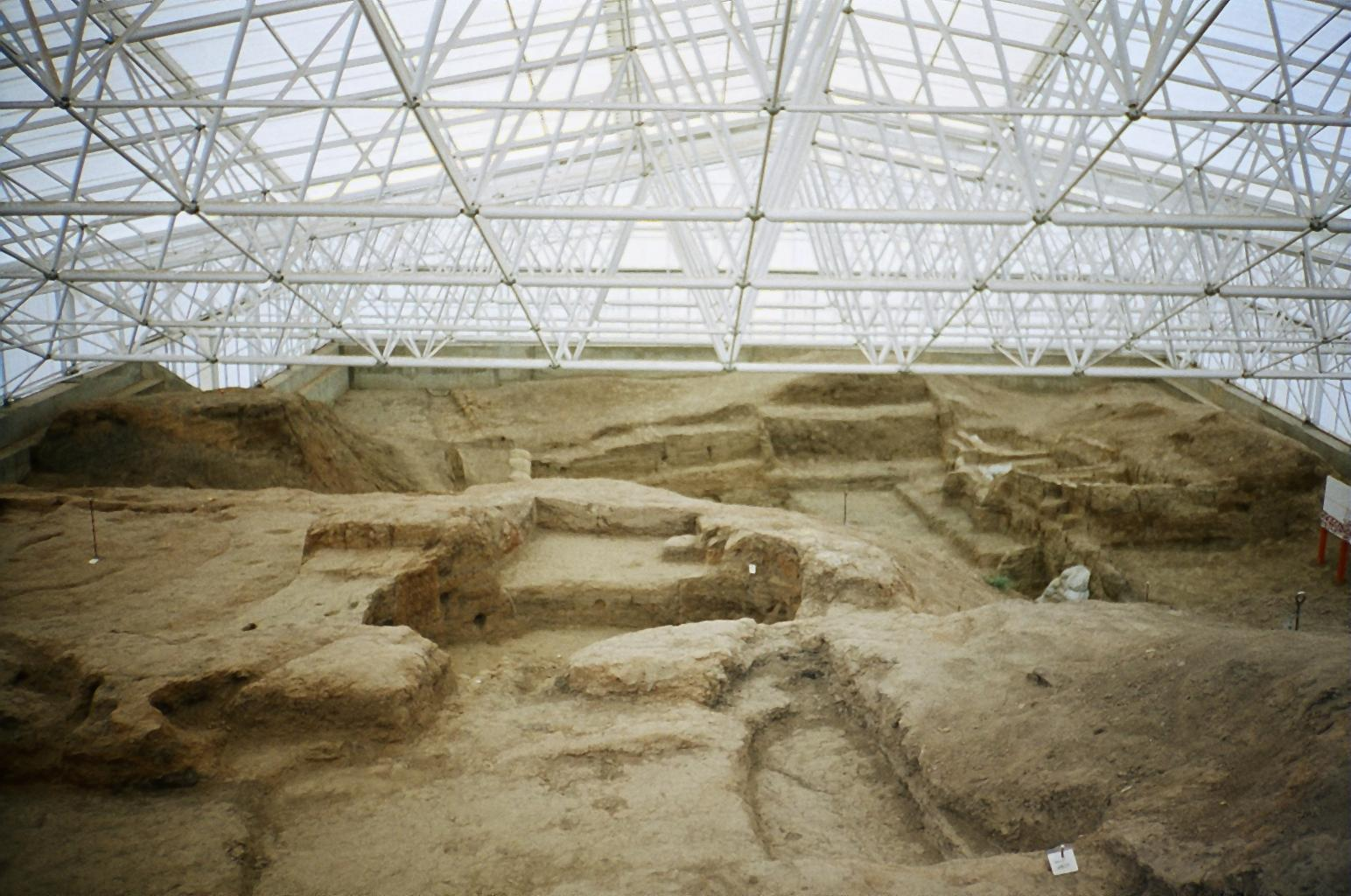
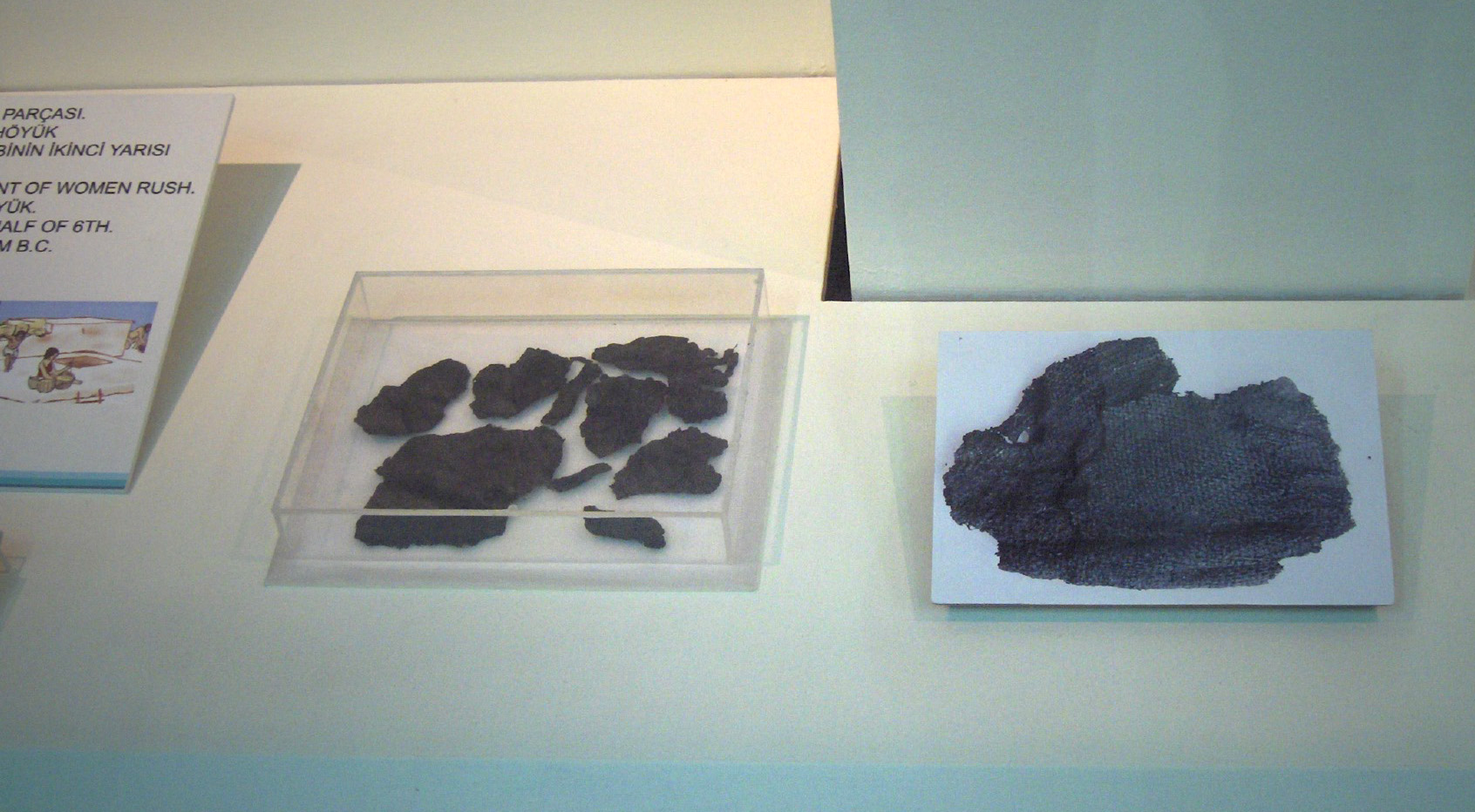
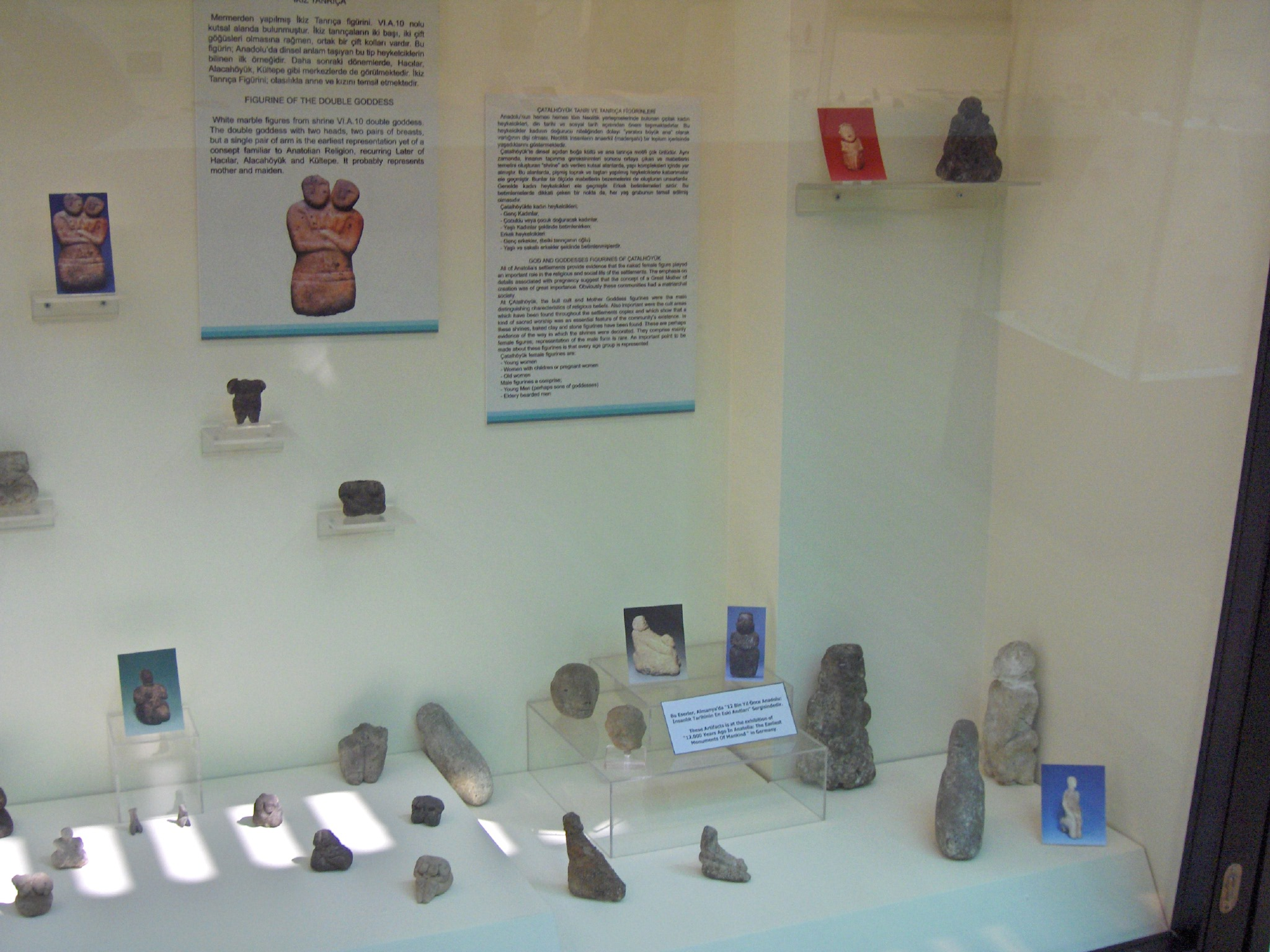
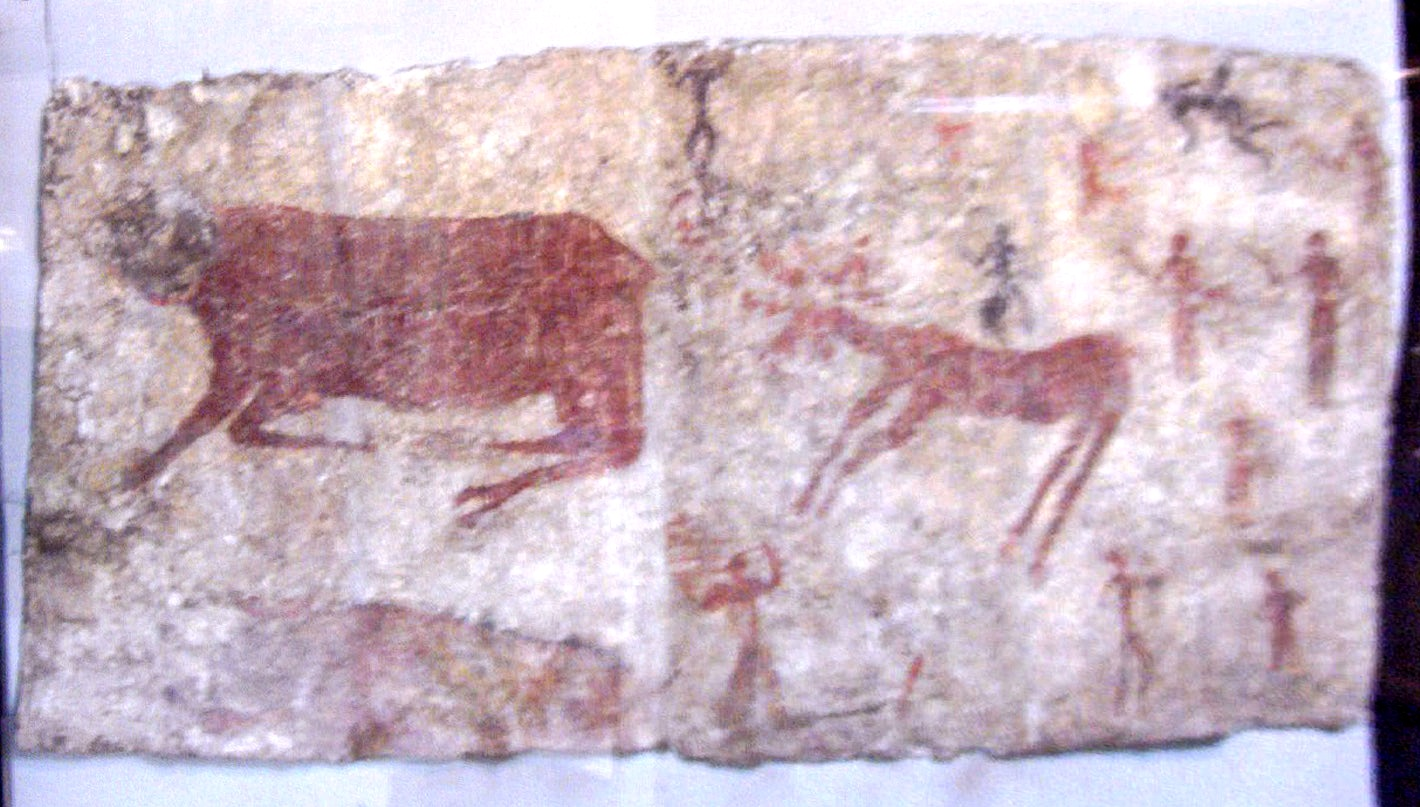
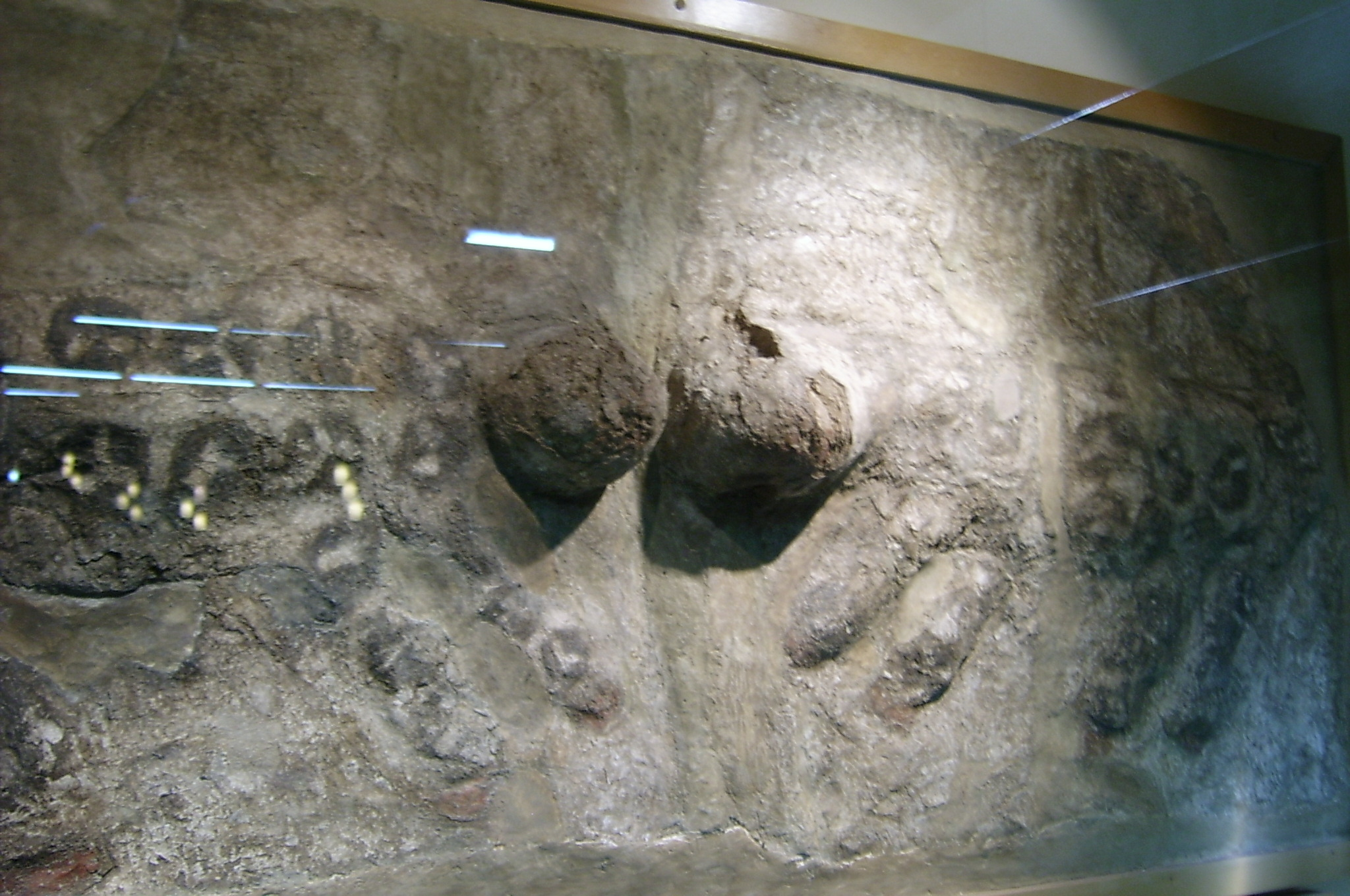
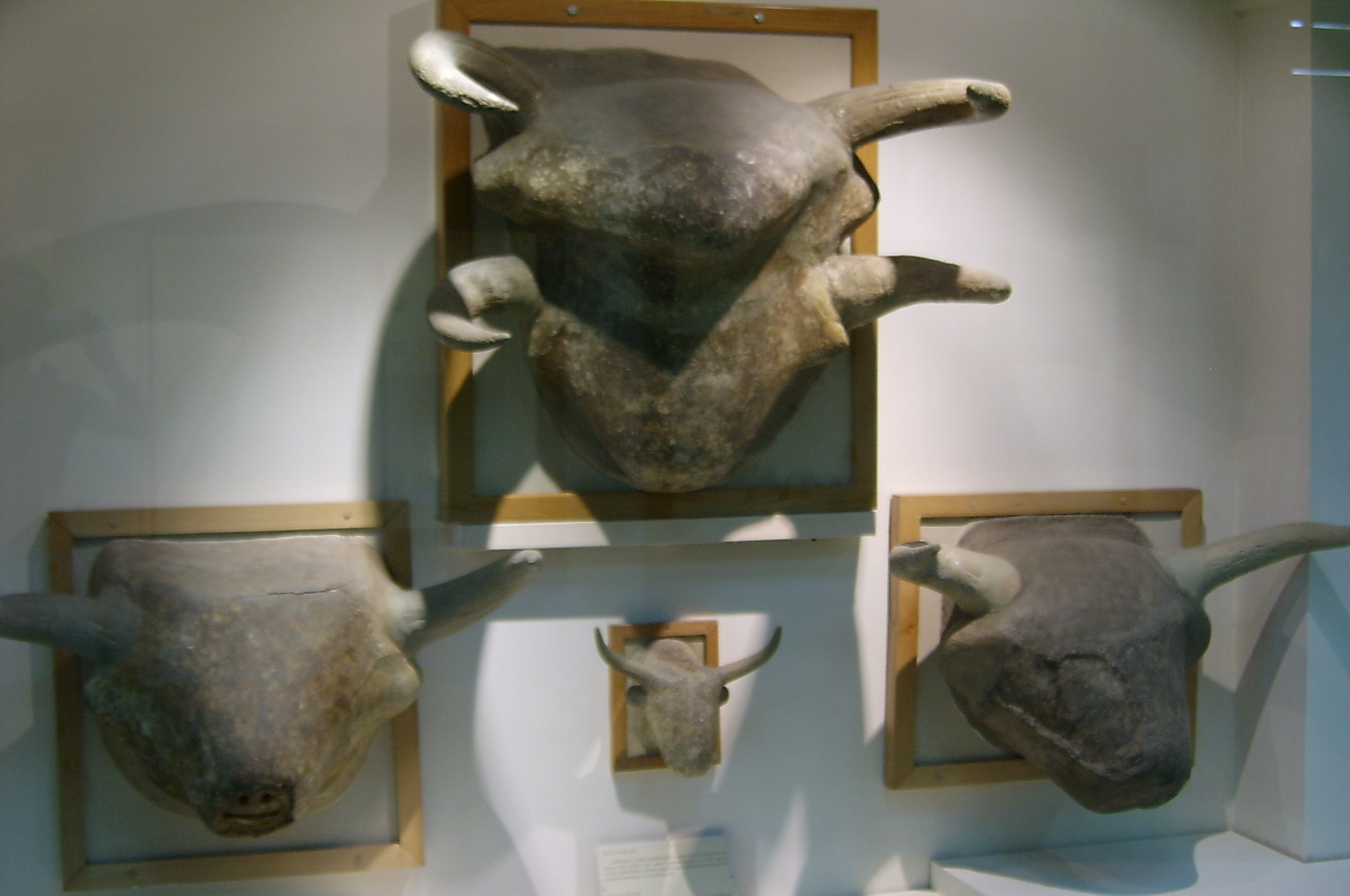
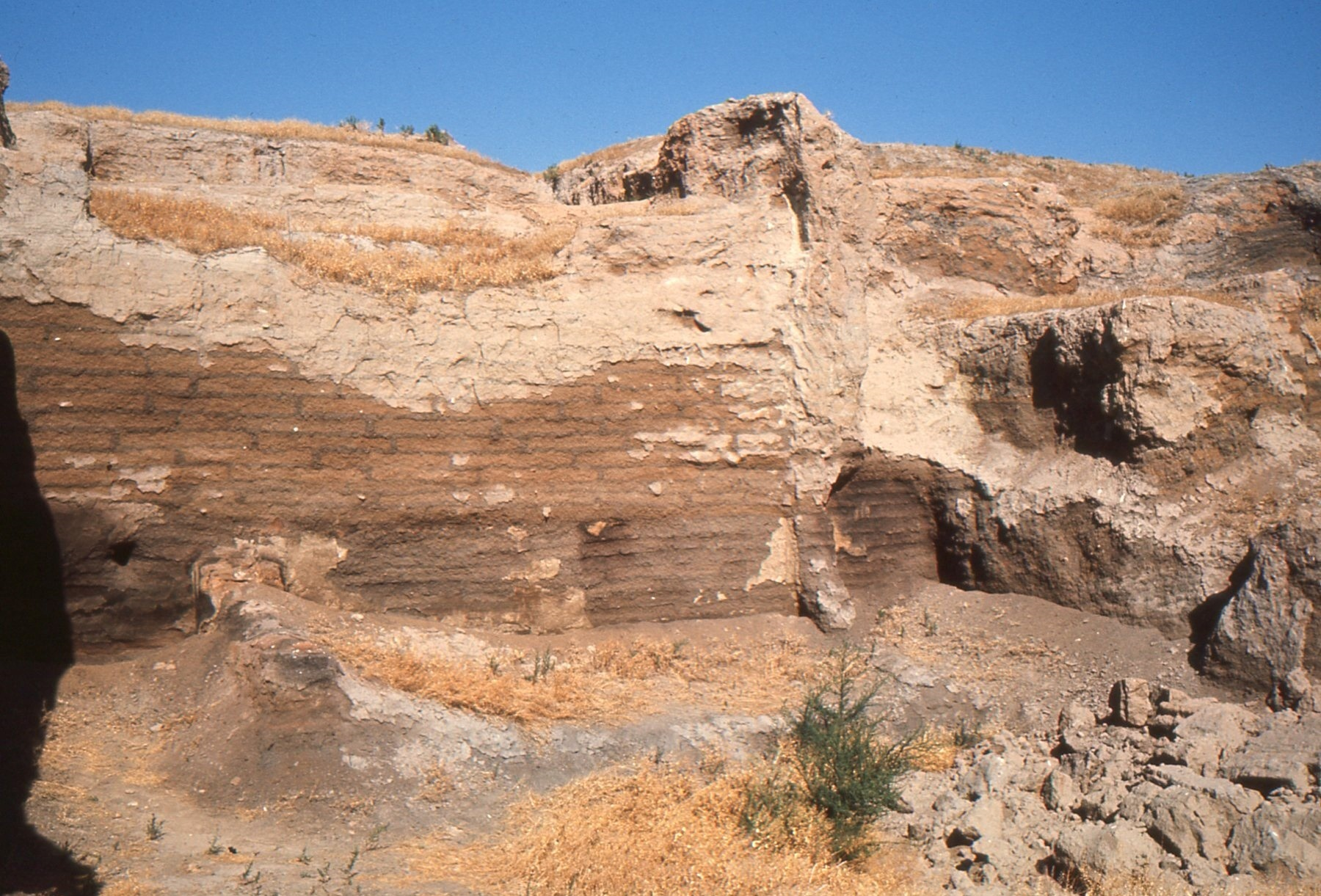